# گرگور جوردن
گرگور جوردن (انگلیسی: Gregor Jordan؛ زادهٔ ۱۹۶۶ (۵۸–۵۹ سال)) یک کارگردان، و فیلم‌نامه‌نویس اهل استرالیا است.

## فیلم‌شناسی
- دو دست (۱۹۹۹)
- ند کلی (۲۰۰۳)
- خبرچین‌ها (۲۰۰۸)
- غیرقابل تصور (۲۰۱۰)
- خانه و دوری